# Statiskt universum
Ett statiskt universum är ett universum som varken expanderar eller kontraherar, d.v.s. det står still. Allmänna relativitetsteorins fältekvationer skrivs ibland med en parameter kallad "den kosmologiska konstanten", Λ, som ursprungligen introducerades av Einstein för att vara konsistent med ett sådant statiskt universum, vilket han förespråkade, innan han tvingades omvärdera sin teori. Ett statiskt universum beskrivet av denna teori är dock instabilt och observationer gjorda av Edwin Hubble ett årtionde senare visade att vårt universum inte är statiskt utan expanderar. Parametern Λ övergavs därför. 
På senare tid har man genom observationer, som tolkats så att universums expansion accelererar, funnit att ett värde på Λ skilt från noll ändå förefaller nödvändigt. Detta värde leder till att universums expansion accelererar i enlighet med observationerna.
Fältekvationen med kosmologisk konstant och gängse notation kan skrivas:
{\displaystyle R_{\alpha \beta }-{1 \over 2}g_{\alpha \beta }R+\Lambda g_{\alpha \beta }={8\pi G \over c^{4}}T_{\alpha \beta }}.